# Јерменска Совјетска Социјалистичка Република
Јерменска Совјетска Социјалистичка Република (јерм. Հայկական Սովետական Սոցիալիստական Հանրապետություն; рус. Армя́нская Сове́тская Социалисти́ческая Респу́блика) је била једна од република које су сачињавале Совјетски Савез. То име је носила од 1936. до 1990.

## Историја
Јерменија је Совјетском Социјалистичком Републиком постала 1920. године. Од 1922. до 1936. године сачињавала је део Транскавкаске Совјетске Социјалистичке Федеративне Републике заједно са Грузијском ССР и Азербејџанском ССР. Године 1988. започињу сукоби између Јермена и Азербејџанаца око Нагорно-Карабаха, регије у Азербејџану настањену тада већином Јерменима (76,4%) и Азербејџанцима (22,4%). Године 1990. мења име у Република Јерменија, док се годину дана касније осамостаљује распадом СССР-а.

## Функционери Јерменске ССР

### Председници
- Председник Војног револуционарног комитета
  - Аветис Нуриџанјан (7. мај 1920. – 1920)
  - Саркис Касјан (29. новембар 1920. – мај 1921)
- Председник Већа народних комесара
  - Александар Миасникјан (21. мај 1921. – 2. фебруар 1922)
- Председник Централног извршног комитета
  - Саркис Амбартсумјан (2. фебруар 1922. – 24. јун 1925)
  - Арташес Каринјан (24. јун 1925. – јул 1928)
  - Саркис Касјан (јул 1928. – децембар 1930)
  - Арменек Ананјан (децембар 1930. – 14. јануар 1935)
  - Серго Мартикјан (14. јануар 1935. – новембар 1936)
  - Геворг Анесоглијан (5. децембар 1936. – октобар 1937)
  - Мацак Папјан, в.д. (новембар 1937. – 12. јул 1938)
- Председник Врховног совјета
  - Качик Акопџанјан (12. јул 1938. – 14. јул 1938)
- Председник Президијума врховног совјета
  - Мацак Папјан (14. јул 1938. – 1. април 1954)
  - Шмалон Арушанјан (1. април 1954. – 4. април 1963)
  - Нагуш Арутјунјан (4. април 1963. – 3. јул 1975)
  - Бабкен Саркисов (3. јул 1975. – 3. децембар 1985)
  - Грант Восканјан (6. децембар 1985. – 4. август 1990)
- Председник Врховног совјета
  - Левон Тер-Петросјан (4. август 1990. – 11. новембар 1991)

### Премијери
- Председник Већа народних комесара
  - Сергеј Лукашин (21. мај 1922. – 25. јун 1925)
  - Саркис Амбартсумјан (25. јун 1925. – 22. март 1928)
  - Сахак Тер-Габриелјан (22. март 1928. – 10. фебруар 1935)
  - Абрам Гулојан (10. фебруар 1935. – фебруар 1937)
  - Саркис Амбартсумјан (март 1937. – мај 1937)
  - Степан Акропов (мај 1937. – 21. септембар 1937)
  - Арам Пирузјан (23. септембар 1937. – октобар 1943)
  - Агаси Саркисјан (октобар 1943. – 1946)
- Председник већа министара
  - Агаси Саркисјан (1946. – 29. март 1947)
  - Саак Карапетјан (29. март 1947. – новембар 1952)
  - Антон Кочинјан (20. новембар 1952. – 5. фебруар 1966)
  - Бадал Мурадјан (5. фебруар 1966. – 21. новембар 1972)
  - Григориј Арзуманјан (21. новембар 1972. – 28. новембар 1976)
  - Герасим Мартиросјан, в.д. (28. новембар 1976. – 17. јануар 1977)
  - Фадеј Саркисјан (17. јануар 1977. – 16. јануар 1989)
  - Владимир Маркарјанц (16. јануар 1989. – 13. август 1990)
  - Вазген Макујан (13. август 1990. – 25. септембар 1991)[2]